# Sigurd Lindquist
Carl Sigurd Lindquist, född den 12 juni 1895 i Ugglums församling i Skaraborgs län, död den 18 augusti 1943 i Tensta i Uppsala län, var en svensk präst och religionshistoriker.
Lindquist avlade filosofie kandidatexamen 1915, teologie kandidatexamen 1918 och filosofie licentiatexamen 1920. Han prästvigdes 1918, blev kyrkoherde i Tensta, Lena och Viksta församlingar 1925, tillförordnad kontraktsprost i Norunda 1920–1928 samt kontraktsprost i Ulleråkers och Norunda kontrakt 1928. Lindquist promoverades till filosofie doktor 1932 och blev docent i religionspsykologi och religionshistoria vid Uppsala universitet 1934. Han blev ledamot av Nordstjärneorden 1939.